# Biyaya ng Lupa
Biyaya ng Lupa è un film del 1959 diretto da Manuel Silos.
Nel 1960 è stato presentato in concorso alla 10ª edizione del Festival di Berlino ed ha guadagnato una certa popolarità internazionale soprattutto dopo che il giovane Leroy Salvador è stato premiato come miglior attore non protagonista all'Asian Film Festival tenutosi a Tokyo.

## Trama
Maria e Jose sono una giovane coppia sposata che vive in campagna curando il proprio frutteto. Col tempo nascono quattro figli, Miguel, Arturo, Angelita e Lito, e la vita scorre felice fino a quando al villaggio arriva il vedovo Bruno, che si dice abbia ucciso la moglie. Deciso a risposarsi, Bruno corteggia Choleng, una nipote di Jose, che lo evita in tutti i modi fin quando un giorno muore cadendo da una scogliera nel tentativo di sfuggirgli. L'episodio scatena la rabbia di tutto il villaggio e Bruno è costretto a fuggire e nascondersi tra le montagne, da dove trama la sua vendetta.

## Distribuzione
Il film è stato distribuito nelle Filippine dal 16 dicembre 1959. L'anno successivo è stato proiettato al Festival internazionale del cinema di Berlino e all'Asian Film Festival e nel settembre 1969 all'Adelaide Film Festival, con il titolo Blessings of the Land.

## Riconoscimenti
- 1960 - Festival internazionale del cinema di Berlino
  - Nomination Orso d'oro
- 1960 - Asian Film Festival
  - Miglior attore a Leroy Salvador
- 1960 - Filipino Academy of Movie Arts and Sciences Awards
  - FAMAS Award per il miglior film
  - FAMAS Award per il miglior soggetto originale a Celso Al. Carunungan
  - Nomination Miglior attore a Leroy Salvador
  - Nomination Miglior attore a Tony Santos
  - Nomination Miglior attrice a Rosa Rosal
  - Nomination Miglior attrice non protagonista a Marita Zobel
  - Nomination Miglior regista a Manuel Silos
  - Nomination Miglior sceneggiatura a Celso Al. Carunungan e Pablo Naval
  - Nomination Miglior montaggio a Enrique Jarlego
  - Nomination Miglior colonna sonora a Juan Silos Jr.
  - Nomination Miglior sonoro a July P. Hidalgo